# أليكس سانتوس أرواخو
أليكس سانتوس أرواخو (19 ديسمبر 1993 في البرازيل - ) هو لاعب كرة قدم برازيلي في مركز الهجوم. لعب مع نادي كوريتيبا وGuaratinguetá Futebol ‏ وريد بول برازيل ونادي إسكلستونا.

## وصلات خارجية
- أليكس سانتوس أرواخو على موقع Soccerway.com (الإنجليزية)